# Quantico (série télévisée)
Pour l’article homonyme, voir Quantico.
Quantico est une série télévisée américaine en 57 épisodes de 42 minutes créée par Joshua Safran et Mark Gordon, et diffusée entre le 27 septembre 2015 et le 3 août 2018 sur le réseau ABC et en simultané au Canada sur le réseau CTV.
En France, la série est diffusée depuis le 12 juillet 2016 sur M6, en Belgique depuis le 2 juillet 2017 sur RTL-TVI, et au Québec à partir du 17 janvier 2018 sur Séries+. Cependant elle reste encore inédite dans les autres pays francophones.

## Synopsis
Des jeunes recrues du FBI ont été évaluées au camp d'entraînement de Quantico en Virginie où leurs compétences ont été mises à rude épreuve. Neuf mois plus tard, l'une de ces jeunes recrues, Alexandra Parrish, est accusée d'avoir perpétré un attentat à la bombe visant la gare de Grand Central à New York. Elle fera tout ce qui est en son pouvoir pour montrer qu'elle est victime d'un coup monté par un agent de sa promotion.

## Distribution

### Acteurs principaux
| - Priyanka Chopra (VF : Léovanie Raud) : Alexandra « Alex » Parrish - Jake McLaughlin (VF : Damien Ferrette) : Agent Spécial Ryan Booth - Johanna Braddy (VF : Karine Foviau) : Shelby Wyatt - Anabelle Acosta (VF : Céline Ronté) : Nathalie Vazquez (saison 1) - Josh Hopkins (VF : Maurice Decoster) : Agent Spécial en Charge Liam O'Connor (saison 1) - Tate Ellington (VF : Emmanuel Garijo) : Simon Asher (saison 1) - Graham Rogers (VF : Olivier Martret [saison 1] puis Donald Reignoux [saison 2]) : Caleb Haas (saison 1, invité saison 2) | - Yasmine Al Massri (VF : Laura Blanc) : Nimah Amin / Raina Amin (saisons 1 et 2) - Aunjanue Ellis (VF : Annie Milon) : Directrice Adjointe Miranda Shaw (saisons 1 et 2) - Russell Tovey (VF : Franck Monsigny) : Harry Doyle (saisons 2 et 3) - Blair Underwood (VF : Bruno Dubernat) : Owen Hall (saisons 2 et 3) - Pearl Thusi (VF : Marie Tirmont) : Dayana Mampasi (saison 2) - Marlee Matlin (VF : Marjorie Frantz) : Jocelyn Turner (saison 3) - Alan Powell (en) (VF : Adrien Antoine) : Mike McQuigg (saison 3) |

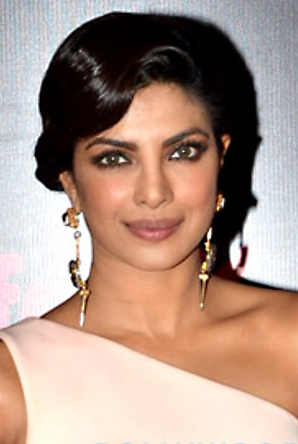
Priyanka Chopra incarne Alexandra « Alex » Parrish
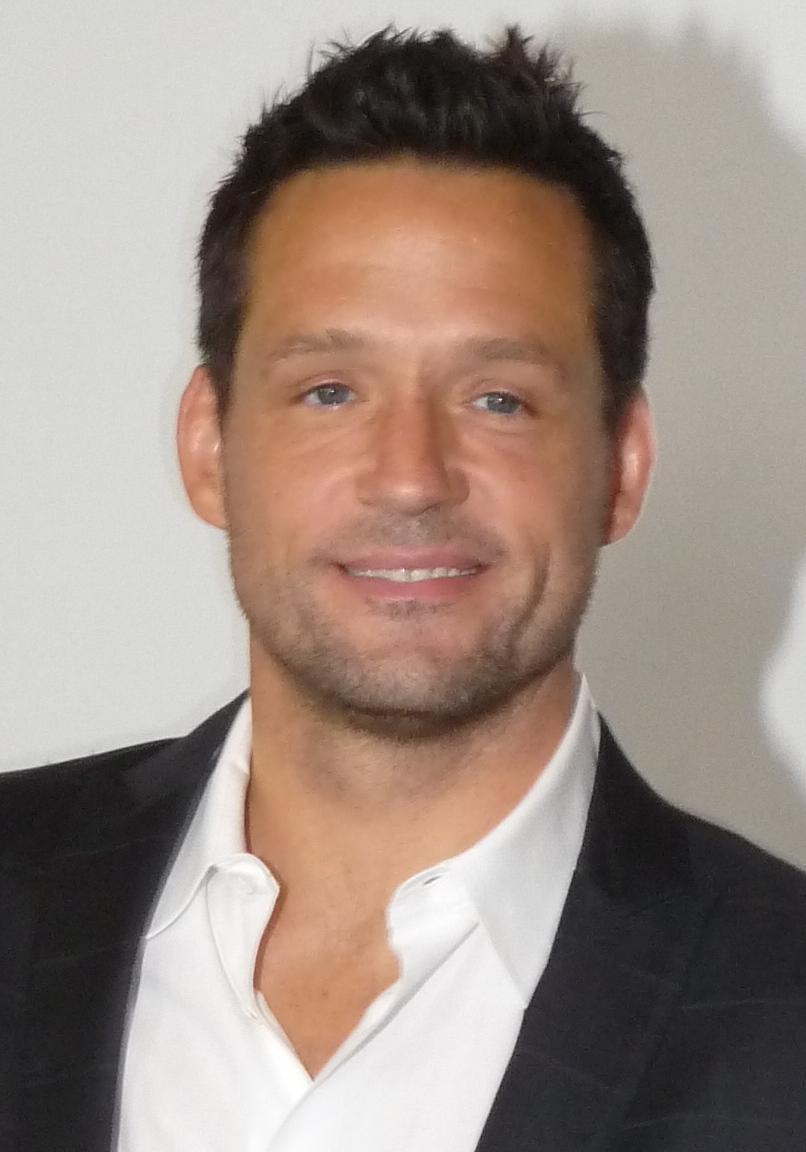
Josh Hopkins dans le rôle de Liam O'Connor.
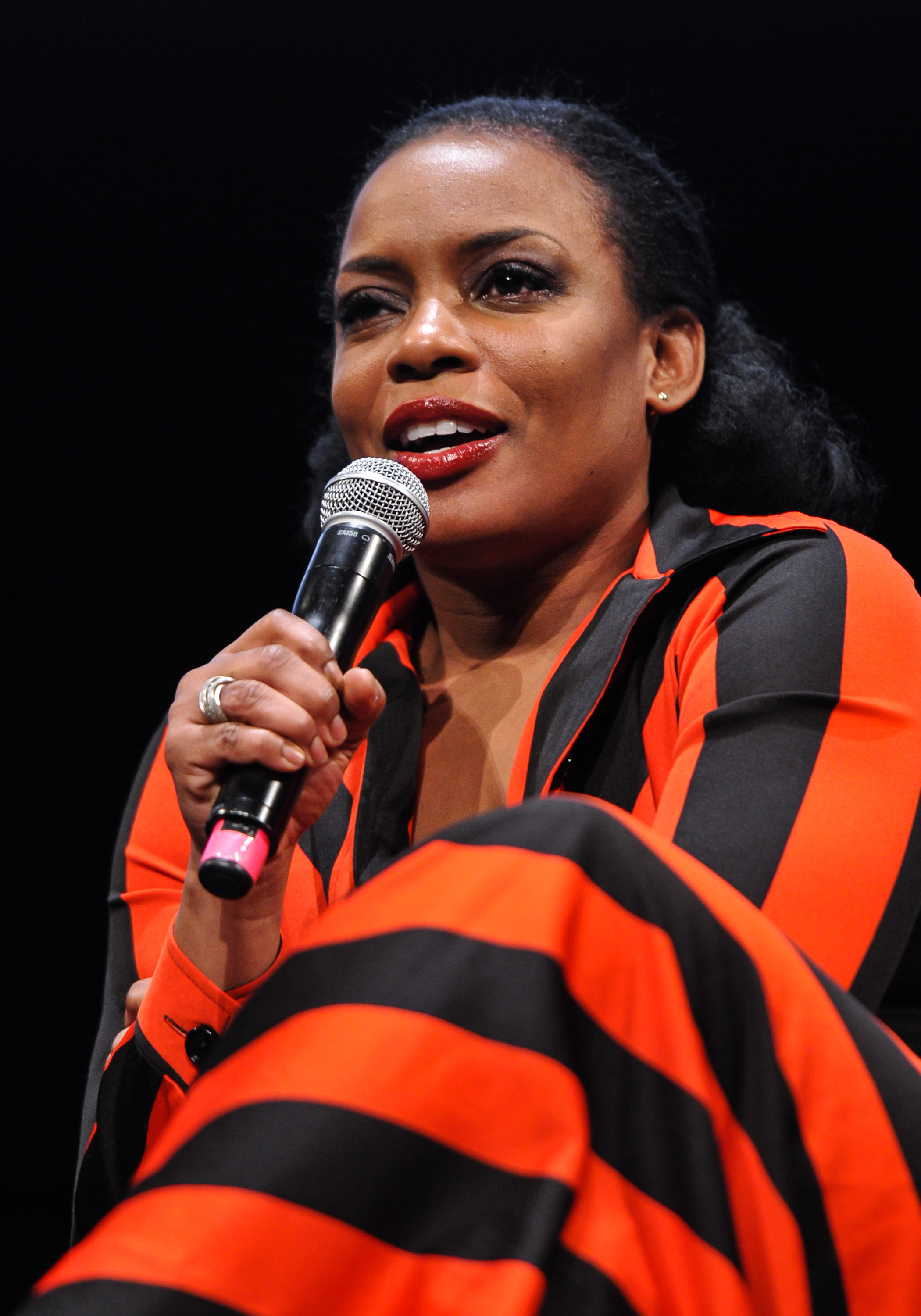
Aunjanue Ellis dans le rôle de Miranda Shaw.
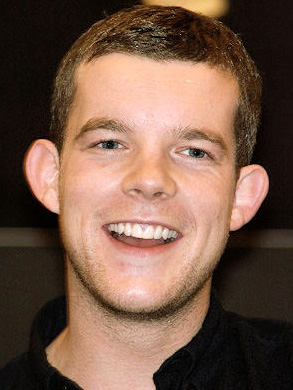
Russell Tovey incarne Harry Doyle
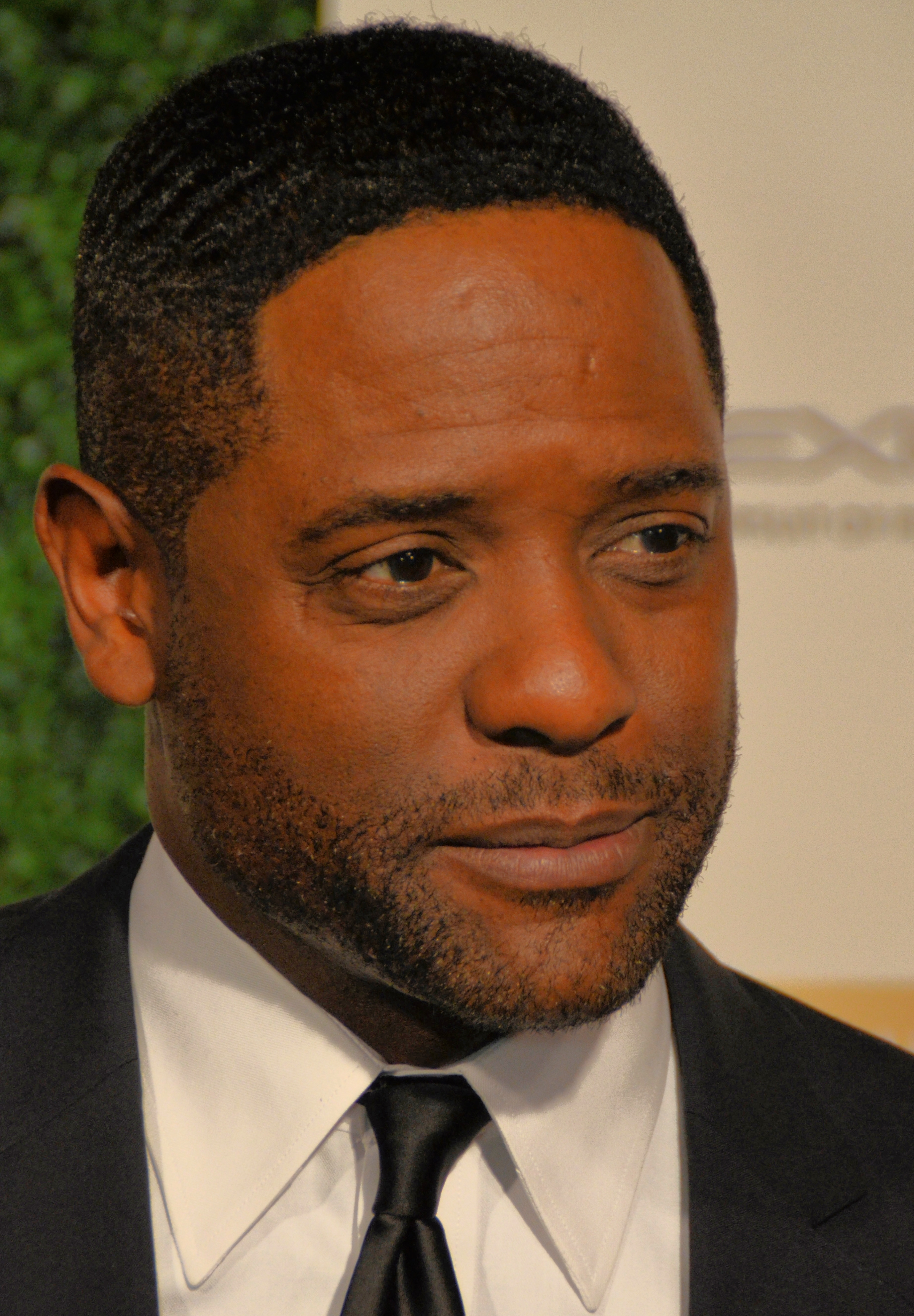
Blair Underwood incarne Owen Hall
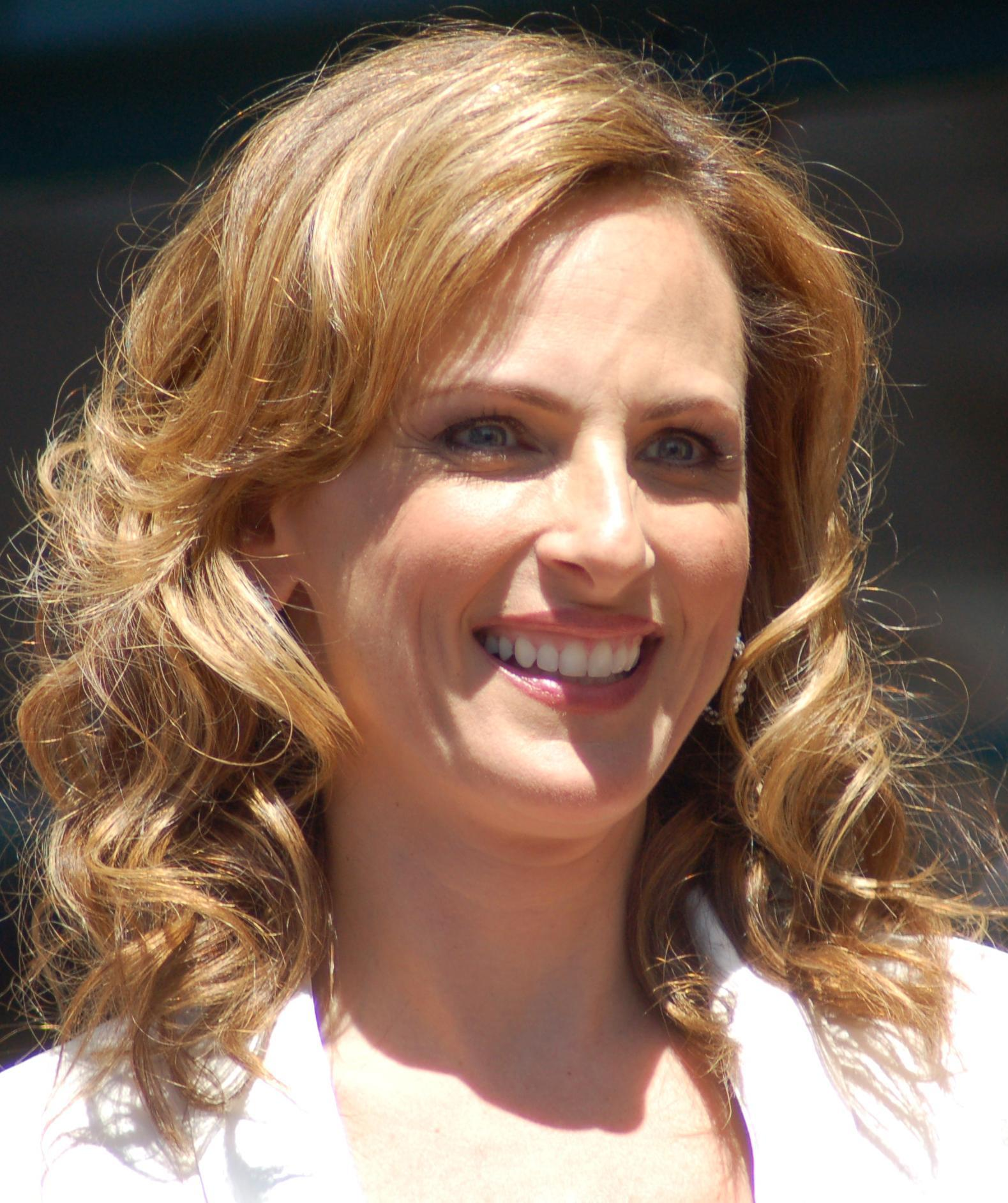
Marlee Matlin incarne Jocelyn Turner

### Acteurs récurrents
| Introduits dans la saison 1 - Jay Armstrong Johnson (en) (VF : François Santucci) : Will Olsen - Marcia Cross (VF : Blanche Ravalec) : Sénatrice/Vice-Présidente Claire Haas (saisons 1 et 2) - Mark Pellegrino (VF : Nicolas Lormeau) : Directeur Adjoint Clayton Haas Sr (saison 1) - Lenny Platt (en) (VF : Hervé Rey) : Drew Perales (saison 1) - Rick Cosnett (VF : Axel Kiener) : Elias Harper (saison 1) - J. Mallory McCree (en) (VF : Simon Koukissa) : Charlie Price (saison 1) - Jacob Artist (VF : Alexandre Nguyen) : Brandon Fletcher (saison 1) - Eliza Coupe (VF : Anne Dolan) : Hannah Wyland (saison 1 - invitée saison 2) - Li Jun Li (VF : Adeline Chetail) : Iris Chang (saison 1 - invitée saison 2) - Henry Czerny (VF : Nicolas Marié) : Matthew Keyes (saison 2 - invité saison 1) | Introduits dans la saison 2 - Aarón Díaz (VF : Guildin Tissier) : León Velez (saison 2) - Tracy Ifeachor (VF : Olivia Luccioni) : Lydia Hall (saison 2) - David Lim (VF : Eilias Changuel) : Sebastian Chen (saison 2) - Hunter Parrish (VF : Fabrice Josso) : Clay Haas Jr. (saison 2) - Karolina Wydra (VF : Barbara Beretta) : Sasha Barinov (saison 2) - Jon Kortajarena (VF : Florian Wormser) : Félix Cordova (saison 2) - Dennis Boutsikaris (VF : Jacques Frantz) : Henry Roarke (saison 2) | Introduits dans la saison 3 - Amber Skye Noyes (VF : Chloé Berthier) : Celine Fox (saison 3) - Vandit Bhatt (en) (VF : Fabrice Trojani) : Jagdeep « Deep » Patel (saison 3) - Timothy V. Murphy (en) (VF : Patrick Laplace) : Conor Devlin (saison 3) - Andrea Bosca (VF : Nicolas Djermag) : Andrea (saison 3) - Laura Campbell (VF : Barbara Beretta) : Fiona Quinn (saison 3) - Lilly Englert (VF : Dorothée Pousséo) : Maisy Doyle (saison 3) |

### Invités
- Anthony Ruivivar (VF : Nessym Guetat) : Agent Jimenez (saison 1)
- Johnathon Schaech (VF : Gilduin Tissier) : Michael Parrish, père d'Alex (saison 1)
- Brian J. Smith (VF : Sylvain Agaësse) : Eric Packer (saison 1)
- Anna Diop (VF : Fily Keita) : Mia (saison 1)
- David Alpay (VF : Laurent Maurel) : Duncan Howell (saison 1)
- Michael Aronov (en) : Hamza Kouri (saison 1)
- Anne Heche (VF : Laurence Dourlens) : Dr Susan Langdon (saison 1)
- Oded Fehr : Griffin Wells (saison 1)
- Mark Ghanimé (VF : Eilias Changuel) : Danny (saison 1)
- Peter Michael Dillon : Fred Baxter (saison 1)
- Mandy Gonzalez (VF : Virginie Ledieu) : Susan Coombs (saison 1)
- Ariane Rinehart (en) : Louisa O'Connor (saison 1)
- Heléne Yorke (VF : Charlotte Marin) : Leigh Davis (saison 2)
- Nolan Gerard Funk : Daniel Sharp (saison 2)
- Laila Robins : Général Katherine Richards (saison 2)
- David Call (en) (VF : Valéry Schatz) : Jeremy Miller (saison 2)
- Krysta Rodriguez : Maxine Griffin (saison 2)
- Donna Murphy : Rebecca Sherman (saison 2)
- Anna Khaja (VF : Marianne Groves) : Sita Parrish (saisons 1 et 3)
- Kelly Rutherford (VF : Céline Duhamel) : Laura Wyatt (saison 1)
- Kevin Kilner : Glenn Wyatt (saison 1)
Version française
  - Société de doublage : Dubbing Brothers[10]
  - Direction artistique : Marjorie Frantz[11]
  - Adaptation des dialogues : Rachel Campard[11]

 Source et légende : version française (VF) sur RS Doublage et DSD Doublage

## Production

### Développement
Le 17 septembre 2014, ABC acquiert le projet de série de Josh Safran et Mark Gordon, décrit comme une rencontre entre Grey's Anatomy et Homeland.
Le 23 janvier 2015, le réseau ABC commande un pilote,.
Le 7 mai 2015, après le visionnage du pilote, le réseau ABC annonce officiellement la commande du projet de série,.
Le 12 mai, lors des upfronts, ABC annonce la diffusion de la série les mardis à 22 h à l'automne 2015,.
Le 2 juin, ABC déplace la série au dimanche soir, en retirant la série Of Kings and Prophets de la programmation automnale.
Le 13 octobre, ABC commande six épisodes additionnels, portant la saison à 19 épisodes. Puis le 6 novembre, la chaîne commande trois épisodes supplémentaires portant finalement la saison à 22 épisodes.
Le 3 mars 2016, ABC annonce le renouvellement de la série pour une deuxième saison.
Le 15 mai 2017, ABC annonce le renouvellement de la série pour une troisième saison raccourcie à treize épisodes, le showrunner Joshua Safran laissera sa place.
Le 11 mai 2018, ABC met fin à la série.

### Casting
Les rôles ont été attribués dans cet ordre : Tate Ellington, Graham Rogers, Aunjanue Ellis, Dougray Scott (dans le rôle de Liam O'Connor), Priyanka Chopra, Jake McLaughlin, Johanna Braddy et Yasmine Al Masri.
Le 19 mai 2015, il est annoncé que le rôle tenu par Dougray Scott sera recasté. Le 17 juillet, il sera finalement remplacé par Josh Hopkins.
En juillet 2015, Anabelle Acosta et Rick Cosnett obtiennent des rôles récurrents. Le 4 septembre 2015, Anabelle Acosta est finalement promue, au sein de la distribution principale.
Le 11 septembre 2015, Jacob Artist obtient un rôle récurrent, suivi en octobre par Anne Heche et en novembre par Marcia Cross, Eliza Coupe, Lenny Platt (en), Jay Armstrong Johnson et Li Jun Li.
Le 3 juin 2016, Russell Tovey rejoint la distribution principale de la deuxième saison dans le rôle de Harry Doyle. Il est rejoint le 5 juillet 2016, par Blair Underwood qui obtient le rôle de Owen Hall et le 12 juillet 2016, Pearl Thusi est annoncée dans le rôle de Dayana Mampasi.
Parmi les rôles récurrents, Tracy Ifeachor, David Lim et Aarón Díaz ont décroché des rôles le 18 juillet 2016, rejoints le 28 juillet 2016 par Henry Czerny qui reprendra son rôle de Matthew Keyes introduit lors du final de la première saison dans un rôle récurrent majeur.
En juillet 2017, l'actrice Marlee Matlin obtient le rôle principal de l'agent du FBI Jocelyn Turner.
En août 2017, Russell Tovey est annoncé pour reprendre son rôle principal de Harry Doyle.

### Tournage

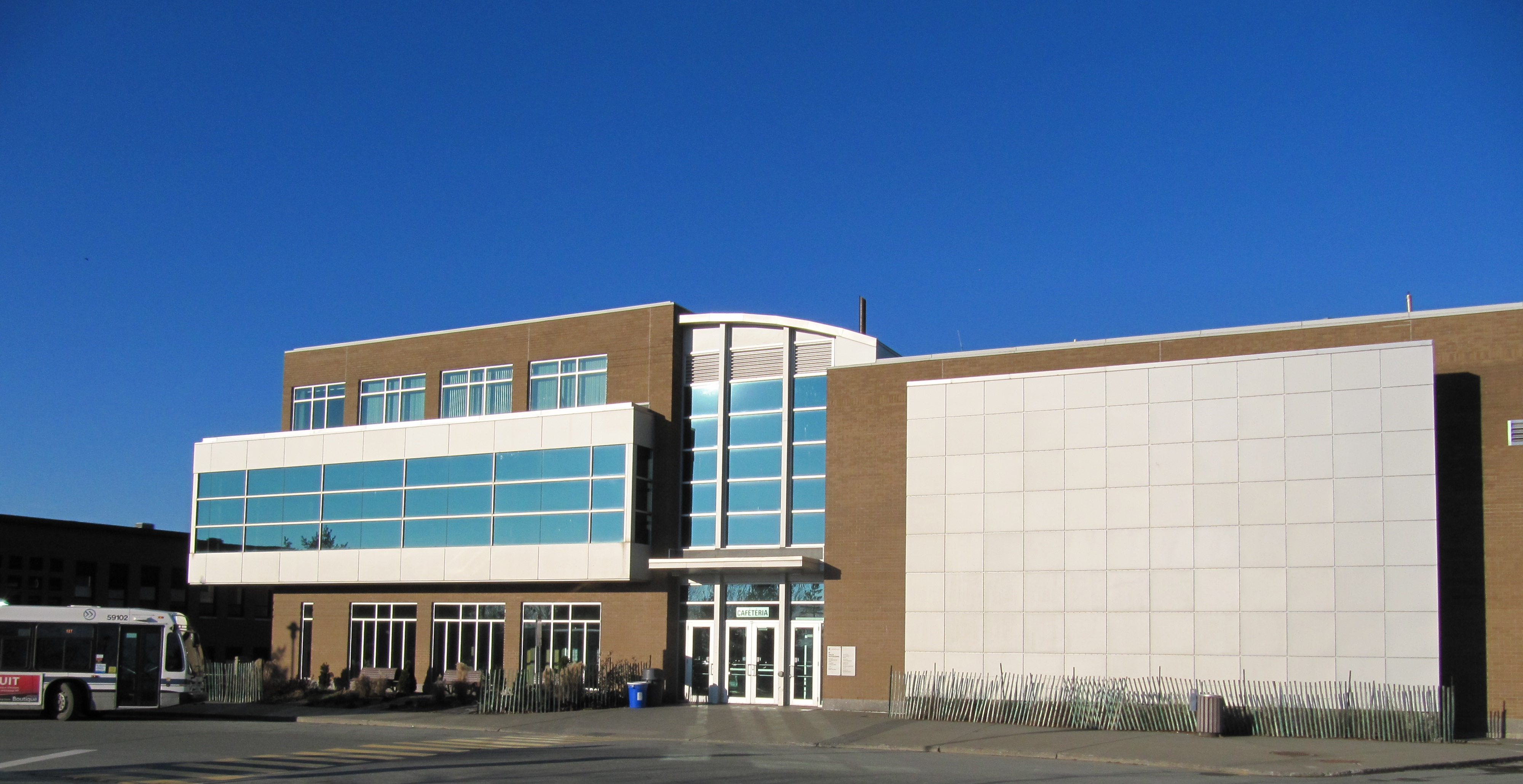
Vue d'extérieur de l'université de Sherbrooke où elle est l'académie du FBI dans la série.

Le pilote a été tourné à Atlanta du 11 mars au 26 mars 2015 et deux jours de tournage à New York, puis les épisodes suivants à Montréal et Sherbrooke, au Québec, le tournage a commencé en juillet et a pris fin en décembre 2015,.
L'extérieur de l'académie du FBI de Quantico est en vrai l'Université de Sherbrooke
Pour la deuxième saison, la production s'effectue à New York, Le tournage a commencé le 13 juillet 2016, dans le Silvercup Studios, et a fini en mars 2017.
Le tournage du premier épisode de la troisième saison s'est déroulé en Italie.

### Fiche technique
- Créateur : Joshua Safran
- Réalisateur : Jennifer Lynch, Patrick R. Norris, David McWhirter, Steve Robin, Stephen Kay, Constantine Makris, Paul A. Edwards et Thor Freudenthal
- Scénario : Beth Schacter, Cameron Litvack, Gideon Yago, Jordon Nardino, Joshua Safran, Justin Brenneman, Cami Delavigne, Marisha Mukerjee et Sarah Miller
- Direction artistique : C.J. Simpson, Guy Lalande, Mathieu Giguère, Vincent Aird, Real Capuano, Robert Parle, Sean Breaugh et David Weller
- Casting : Beth Bowling, Freya Krasnow, Kim Miscia, Eric Dawson, Carol Kritzer, Alex Newman et Robert J. Ulrich
- Photographie : Anthony Wolberg, Anastas N. Michos, Todd McMullen et Bob Gilles
- Décor : Martine Kazemirchuk, Alexandra Mazur et Lydia Marks
- Costume : Samantha Rattner et Dana Covarrubias
- Montage : Colleen Sharp, Nicholas Erasmus, Terilyn A. Shropshire, Jim Stewart, Daniel A. Valverde, Lori Ball, Allyson C. Johnson, Vanessa Procopio et Shelby Siegel
- Musique : Joel J. Richard et Joseph Trapanese
- Effets spéciaux : Digital Dimension
- Producteur : Robert D. Simon, Cherien Dabis et Barbara D'Alessandro
  - délégué : Joshua Safran, Mark Gordon et Nick Pepper Cameron Litvack, Robert D. Simon, Robert M. Sertner et Jake Coburn
  - associé : Leslie Estelle
  - superviseur : Jordon Nardino
- Société de production : ABC Studios, Mark Gordon Co et Random Acts Entertainment
- Société de distribution (télévision) : ABC ( États-Unis), CTV ( Canada), M6 ( France), RTL-TVi ( Belgique)
- Format : Couleur - 35 mm - 16:9 HD - son : stéréo
- Genre : Crime, Drame
- Durée : 42 minutes environ
- Pays d'origine : États-Unis
- Langue : anglais

## Épisodes
| Saison | Saison | Nombre d'épisodes | Diffusion originale sur ABC | Diffusion originale sur ABC |
| Saison | Saison | Nombre d'épisodes | Début de saison             | Fin de saison               |
| ------ | ------ | ----------------- | --------------------------- | --------------------------- |
|        | 1      | 22                | 27 septembre 2015           | 15 mai 2016                 |
|        | 2      | 22                | 25 septembre 2016           | 15 mai 2017                 |
|        | 3      | 13                | 26 avril 2018               | 3 août 2018                 |

### Première saison (2015-2016)
1. En fuite (Pilot)
2. L'Aiguille (America)
3. La Traque (Cover)
4. Mon père, ce héros… (Kill)
5. Apparences (Found)
6. Dieu seul me voit (God)
7. Le Goût du sacrifice (Go)
8. Fin de partie (Over)
9. Coupable (Guilty)
10. Faux amis (Quantico)
11. Piégés (Inside)
12. Alex (Alex)
13. De source sûre (Clear)
14. Trouver des réponses (Answer)
15. Une véritable tragédie (Turn)
16. Kobayashi Maru (Clue)
17. La Dernière Mission (Care)
18. Tous les coups sont permis (Soon)
19. L'Ennemi intime (Fast)
20. Le Traître (Drive)
21. La fin est proche (Right)
22. De l'ordre dans le chaos (Yes)

### Deuxième saison (2016-2017)
Elle a été diffusée du 25 septembre 2016 au 15 mai 2017, sur ABC.
1. La Ferme (Kudove)
2. Le Lapin (Lipstick)
3. Escalade (Stescalade)
4. Talon d'Achille (Kubark)
5. Magiciens (Kmforget)
6. L'Ombre d'un doute (Aquiline)
7. Mauvais traitement (LCFlutter)
8. L'Art de mentir (Odenvy)
9. Opération séduction (Cleopatra)
10. Ultimatum (Jmpalm)
11. Exfiltration (Zrtorch)
12. Diversion (Fallenoracle)
13. Le Testament (Epicshelter)
14. Spéculations (LNWILT)
15. Désinformation (Mockingbird)
16. Pas de secrets ! (Mktopaz)
17. Le Vote de la discorde (Odyoke)
18. Verdict dévastateur (Kumonk)
19. Dans la gueule du loup (Mhorder)
20. Coup d'État (GlobalReach)
21. Fusion (Rainbow)
22. Résistance (Resistance)

### Troisième saison (2018)
Elle a été diffusée du 26 avril au 3 août 2018‚ sur ABC.
1. Le Code de non-retour (The Conscience Code)
2. Contagion (Fear and Flesh)
3. Au rythme de l'horloge (Hell's Gate)
4. Le Petit Prince (Spy Games)
5. Le Sang de Roméo (The Blood of Romeo)
6. Le ciel s'écroule (The Heavens Fall)
7. Projet loup-garou (Bullet Train)
8. Le Sens de la vie (Deep Cover)
9. Le Soleil et la terre (Fear Feargach)
10. En famille (No Place Is Home)
11. L'Art de la guerre (The Art of War)
12. Fantômes (Ghosts)
13. Qui es-tu ? (Who Are You?)

## Distinctions
| Année | Prix                                     | Catégorie                                           | Nomination      | Résultat   |
| ----- | ---------------------------------------- | --------------------------------------------------- | --------------- | ---------- |
| 2016  | 18e cérémonie des Teen Choice Awards     | Révélation de l'année à la télévision               | Priyanka Chopra | Nomination |
| 2016  | 18e cérémonie des Teen Choice Awards     | Meilleure nouveauté à la télévision                 | Quantico        | Nomination |
| 2016  | 42e cérémonie des People's Choice Awards | Meilleure actrice dans une nouvelle série télévisée | Priyanka Chopra | Lauréat    |
| 2016  | 42e cérémonie des People's Choice Awards | Nouvelle série dramatique préférée                  | Quantico        | Nomination |
| 2017  | 43e cérémonie des People's Choice Awards | Série dramatique préférée                           | Quantico        | Nomination |
| 2017  | 43e cérémonie des People's Choice Awards | Actrice dramatique préférée                         | Priyanka Chopra | Lauréat    |

## Audiences

### Audiences aux États-Unis
| Saison | Saison | Nombre d'épisodes | Jour et heure de diffusion                    | Diffusion originale sur ABC | Diffusion originale sur ABC | Année       | Audience moyenne (en millions) | Audience moyenne (en millions) | Audience moyenne (en millions) |
| Saison | Saison | Nombre d'épisodes | Jour et heure de diffusion                    | Début de saison             | Fin de saison               | Année       | Première                       | Finale                         | Moyenne                        |
| ------ | ------ | ----------------- | --------------------------------------------- | --------------------------- | --------------------------- | ----------- | ------------------------------ | ------------------------------ | ------------------------------ |
|        | 1      | 22                | Dimanche - 22 h                               | 27 septembre 2015           | 15 mai 2016                 | 2015 - 2016 | 7,14                           | 3,78                           | 8,05 (direct+replay)           |
|        | 2      | 22                | Dimanche - 22 h (1 - 8) Lundi - 22 h (9 - 22) | 25 septembre 2016           | 15 mai 2017                 | 2016 - 2017 | 3,61                           | 2,72                           |                                |
|        | 3      | 13                | Jeudi - 22 h (1 - 3) Vendredi 20 h (4 - 13)   | 26 avril 2018               | 3 août 2018                 | 2018        | indéterminée                   | indéterminée                   | indéterminée                   |

Pour des raisons techniques, il est temporairement impossible d'afficher le graphique qui aurait dû être présenté ici.

### Audiences en France
| Saison     | Saison | Nombre d'épisodes | Jour et heure de diffusion | Diffusion originale sur M6 | Diffusion originale sur M6 | Audience moyenne (en millions) | Audience moyenne (en millions) | Audience moyenne (en millions) |
| Saison     | Saison | Nombre d'épisodes | Jour et heure de diffusion | Début de saison            | Fin de saison              | Première                       | Finale                         | Moyenne                        |
| ---------- | ------ | ----------------- | -------------------------- | -------------------------- | -------------------------- | ------------------------------ | ------------------------------ | ------------------------------ |
|            | 1      | 22                | Mardi - 21 h               | 12 juillet 2016            | 30 août 2016               | 4,89 (21 %)                    | 2,60 (17,8 %)                  | 3,14 (16,91 %)                 |
|            | 2      | 22                | Mardi - 21 h               | 4 juillet 2017             | 15 août 2017               | 2.93 (13,5 %)                  | 1.68 (9 %)                     | 2.05 (9,9 %)                   |
|            | 3      | 6 (1 à 6)         | Vendredi - 21 h            | 30 novembre 2018           | 7 décembre 2018            | 1.77 (7,6 %)                   | 1.05 (7,2 %)                   | 1.41 (7,0 %)                   |
| 7 (7 à 13) | 3      | 6play             | 6play                      | 6play                      |                            |                                |                                |                                |

Pour des raisons techniques, il est temporairement impossible d'afficher le graphique qui aurait dû être présenté ici.

## Sortie DVD
| Saison | Nombre d'épisodes | Sorties DVD et disque Blu-ray | Sorties DVD et disque Blu-ray | Sorties DVD et disque Blu-ray | Studio                         |
| ------ | ----------------- | ----------------------------- | ----------------------------- | ----------------------------- | ------------------------------ |
| Saison | Nombre d'épisodes | Zone 1                        | Zone 2                        | Zone 4                        | Studio                         |
| Saison | Nombre d'épisodes | États-Unis                    | France                        | Australie                     | Studio                         |
| 1      | 22                | 13 septembre 2016             | 9 novembre 2016               | indéterminé                   | Walt Disney Home Entertainment |
| 2      | 22                | indéterminé                   | indéterminé                   | indéterminé                   | Walt Disney Home Entertainment |